# П'ятничани (зупинний пункт)
П'ятнича́ни — пасажирський залізничний зупинний пункт Стрийського напрямку Львівської дирекції Львівської залізниці на електрифікованій лінії Львів — Стрий між станцією Більче (3 км) та зупинним пунктом Угерсько (5 км). Розташований у селі П'ятничани Стрийського району Львівської області.
Перед зупинним пунктом розташований нерегульований залізничний переїзд, через який проходить автошлях в село П'ятничани від автомагістралі М06 (Київ — Чоп) і далі до газокомпресорної станції «Більче-Волиця». Поблизу зупинного пункту знаходиться тягова електропідстанція. Залізниця йде далі на південь у напрямку станції  Стрий, паралельно їй пролягає автошлях М06.

## Історія
Лінія, на якій розташований зупинний пункт, відкрита у 1873 році як складова залізниці Львів — Стрий. 

## Пасажирське сполучення
На платформі П'ятничани зупиняються приміські поїзди, що прямують до кінцевих до станцій Лавочне, Львів, Мукачево, Стрий, Чоп.

## Річний розподіл приміських поїздів
| Сполучення         | 2015/2016 | 2016/2017 | 2017/2018 | 2018/2019 | 2019/2020 | 2020/2021 | 2021/2022 | 2022/2023 |
| ------------------ | --------- | --------- | --------- | --------- | --------- | --------- | --------- | --------- |
| Стрий — Львів      | 1         | 1         | 1         | 1         | 1         | 1         | 1         | 1         |
| Лавочне — Львів    | 1         | 1         | 1         | 2         | 2         | 1         | 1         | 1         |
| Львів — Мукачево   | 2         | 2         | 2         | 1         | 1         | 1         | 1         | 1         |
| Чоп — Львів        | 1         | 1         | 1         | 1         | 1         | 0         | 1         | 1         |
| Львів — Чоп        | 1         | 1         | 1         | 1         | 1         | 0         | 1         | 1         |
| Мукачево — Львів   | 1         | 1         | 1         | 0         | 0         | 0         | 0         | 0         |
| Трускавець — Львів | 2         | 2         | 2         | 2         | 2         | 1         | 1         | 1         |
| Львів — Лавочне    | 1         | 1         | 1         | 2         | 2         | 1         | 1         | 1         |